# Ouled Atia
Ouled Atia là một đô thị thuộc tỉnh Msila, Algérie. Dân số thời điểm năm 2002 là 7.167 người.